# Université Songgyungwan de Koryo
L'université Songgyungwan de Koryo (고려성균관대학) est une université de Corée du Nord nommée ainsi en 1992 en l'honneur de l'académie confucéenne Songgyungwan de Kaesong, la plus prestigieuse des institutions éducatives de Koryo. C'est un établissement fondé en 1992, et qui se situe à Kaesong dans le nord-est de la ville.
Initialement collège de l'industrie légère, c'est un centre d'enseignement pour le design industriel, les nanotechnologies, la biotechnologie et l'informatique.